# The NeverEnding Story (film)
The NeverEnding Story (Duits: Die unendliche Geschichte) is een Duits-Amerikaanse fantasyfilm uit 1984, gebaseerd op het boek Het oneindige verhaal van Michael Ende. De film werd geregisseerd door Wolfgang Petersen. Hoofdrollen werden vertolkt door Barret Oliver, Noah Hathaway en Tami Stronach.
De film was bij uitkomst de duurste film ooit gemaakt buiten de Verenigde Staten of de Sovjet-Unie.

## Verhaal
De film begint bij Bastian Balthazar Bux, een jongen met veel fantasie. Dit tot ongenoegen van zijn vader. Op een dag wordt hij op weg naar school achternagelopen door drie pestkoppen en ze gooien hem in een vuilnisbak. Maar Bastian komt er onmiddellijk weer uit en wanneer de jongens hem nog eens achternalopen om hem terug in de vuilnisbak te gooien, vlucht Bastian een boekenwinkel binnen. Daar vindt hij een boek, getiteld Het oneindige verhaal. Ondanks alle waarschuwingen van de boekhandelaar, Mr. Koreander, neemt hij het boek mee en begint het op zolder van zijn school te lezen.
Het boek vertelt over een fantasiewereld, genaamd Fantasia, die wordt bedreigd door een mysterieuze kracht, genaamd "het Niets". Dit Niets verslindt alles en iedereen op zijn pad. De inwoners van Fantasia vragen de Kleine Keizerin om hulp, maar zij is erg ziek en niet in staat iets te doen. De jonge krijger Atreyu wordt erop uitgestuurd om een manier te vinden om de Keizerin te genezen en het Niets te stoppen.

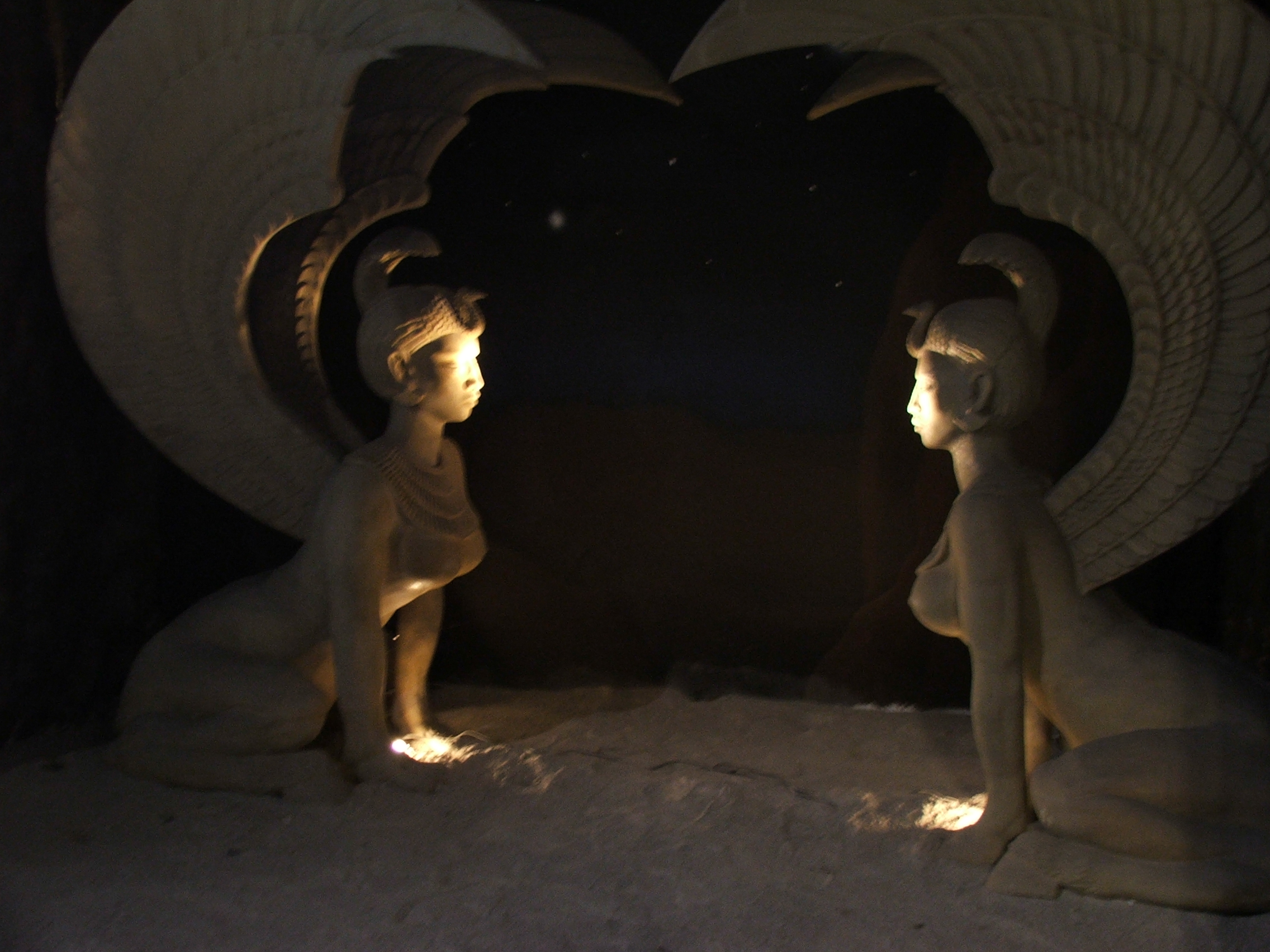
De Sfinxen van de film in de Bavaria studio's in München

Atreyu begint zijn zoektocht in het Moeras der Droefenis om advies te vragen aan de oude schildpad Morla. Op weg naar Morla sneuvelt zijn paard in het moeras. Atreyu vindt Morla, maar die moet hem het antwoord op de vraag hoe hij het Niets kan stoppen schuldig blijven. Wel vertelt zij Atreyu dat het Zuidelijk Orakel mogelijk het antwoord weet. Atreyu reist naar het Zuidelijk Orakel met behulp van de geluksdraak Falkor. Bij het Zuidelijk Orakel ontmoet hij twee oude gnomen, Engywook en zijn vrouw Urgl. Engywook bestudeert het Zuidelijk Orakel al jaren en geeft Atreyu advies over hoe hij door de twee sfinxenpoorten kan komen die naar het Zuidelijk Orakel leiden.
Tijdens het lezen van het boek wordt het voor Bastian steeds duidelijker dat de personages in het boek op een of andere manier afweten van zijn bestaan. Zo horen zij wat Bastian zegt en ziet Atreyu hem ook in de spiegel van de tweede poort.
Atreyu vindt het Zuidelijk Orakel, dat hem vertelt dat het Niets direct verbonden is met de ziekte van de Keizerin. De Keizerin moet eens in de zoveel tijd een nieuwe naam krijgen van een mensenkind, anders zal ze sterven en Fantasia ophouden te bestaan. Atreyu moet zo'n kind vinden buiten Fantasia. Atreyu en Falkor proberen daarom de grens van Fantasia te bereiken. Ze moeten hun tocht noodgedwongen opgeven omdat het Niets hun de weg verspert. Atreyu en Falkor raken elkaar kwijt, waarna Atreyu een wolfachtig wezen ontmoet genaamd Gmork. Die vertelt hem dat Fantasia geen grenzen kent, daar het land bestaat uit de fantasie en dromen van mensen. Het Niets is een vertegenwoordiging van het feit dat men geen tijd meer heeft voor fantasie, en dat het daarom deze wereld vernietigt. Atreyu verslaat Gmork in een gevecht.
Nadat Atreyu Falkor heeft teruggevonden, gaan ze naar de Ivoren Toren waar de Keizerin woont. Het is het laatste stuk van Fantasia dat nog bestaat. De Keizerin onthult dat Atreyu geslaagd is in zijn opdracht om een mensenkind te vinden die hen kan helpen. Voor Bastian wordt het duidelijk dat ze over hem praat. Hij is echter nog niet overtuigd dat hij de loop van het verhaal kan veranderen. Pas wanneer het Niets de Ivoren Toren begint te vernietigen en Atreyu vermoedelijk omkomt door een scherp voorwerp roept hij de nieuwe naam voor de Keizerin, en stopt de vernietiging.
Het wordt donker en Bastian komt oog in oog te staan met de Keizerin. Ze moedigt hem aan om met zijn eigen fantasie haar rijk weer te herstellen. Bastian herstelt Fantasia. Vervolgens gaan hij en Falkor naar de echte wereld om wraak te nemen op de drie pestkoppen uit het begin van de film. Ze vluchten alle drie weg van hem en ze springen alle drie dezelfde vuilnisbak in waar ze eerder in de film Bastian in hadden gegooid.

## Rolverdeling
| Acteur           | Personage                                     | Opmerkingen        |
| ---------------- | --------------------------------------------- | ------------------ |
| Barret Oliver    | Bastian Balthazar Bux                         |                    |
| Noah Hathaway    | Atreyu                                        |                    |
| Tami Stronach    | Kleine Keizerin                               |                    |
| Alan Oppenheimer | Falkor, Gmork, Rotsetende reus & de verteller | stemrollen         |
| Thomas Hill      | Mr. Koreander                                 |                    |
| Deep Roy         | Teeny Weeny                                   |                    |
| Tilo Prückner    | Schwienhund                                   |                    |
| Moses Gunn       | Cairon                                        |                    |
| Sydney Bromley   | Engywook                                      |                    |
| Patricia Hayes   | Urgl                                          |                    |
| Gerald McRaney   | Mr. Bux                                       |                    |
| Robert Easton    | Morla                                         | stemrol, onvermeld |

## Achtergrond

### Verschillen met het boek
Omdat de film maar de helft van het boek beslaat, zijn enkele plotwendingen en personages aangepast of weggelaten uit het verhaal. Ook zijn enkele personages weggelaten omdat het met de filmtechnieken van destijds nog niet mogelijk was hen goed neer te zetten. Hun rollen zijn aan andere personages gegeven.
- De film toont Bastians relatie met zijn vader en zijn problemen met drie pestkoppen, terwijl hij in het boek al direct aan het begin de boekhandel van Mr. Koreander in komt rennen.
- De slotscène waarin Bastian op de rug van Falkor de 'echte' wereld bezoekt, is een toevoeging van de filmmakers.
- De voorstelling van het Niets is anders (zie volgende kopje)
- In de film weet Morla niet hoe de Kleine Keizerin gered kan worden, in het boek wel. De informatie wie haar dan een nieuwe naam moet geven komt wel van het Zuidelijk Orakel.
- In het boek kan het paard van Atreyu, Artax genaamd, spreken. In de film niet.
- In de film wordt Atreyu ontvangen door Cain (een mensachtige) in de Ivoren Toren. In het boek loopt Cain (een centaur) naar de stam van Atreyu.
- In het boek heet de stam van Atreyu "Groenhuiden" omwille van hun groene huid. In de film worden ze aangeduid als "praire mensen" en hebben ze een blanke, ietwat getaande huid.
- In de film wordt Atreyu door geluksdraak Falkor gered uit het "Moeras der Droefheid". In het boek geraakt Atreyu dankzij AURYN uit het moeras. Wanneer Artax verdrinkt zegt hij dat Atreyu dankzij "het juweel" uit het moeras zal geraken. Atreyu wil daarop "het juweel" ook rond de nek van Artax hangen. Deze laatste weigert omdat de queeste enkel aan Atreyu werd opgedragen. Eenmaal uit het moeras vindt Atreyu Falkor in het web van "Ygramul De Vele". Ygramul blijkt te bestaan uit een enorme zwerm giftige horzels. De zwerm spant een web (vergelijkbaar met een spinnenweb). Iedereen die door Ygramul wordt gestoken, sterft binnen het uur, tenzij het slachtoffer er zichzelf van kan overtuigen om te transporteren naar een andere plaats. Atreyu slaagt hierin door te denken aan het Zuidelijk Orakel. Falkor zit ook gevangen in het web, maar komt dankzij Atreyu te weten hoe hij kan ontsnappen. Daarom denkt hij ook aan het Zuidelijk Orakel en worden beiden getransporteerd.
- De geluksdraak Falkor heeft in de film een hondachtig uiterlijk. In het boek wordt hij beschreven en afgebeeld als een Chinese draak.
- In de film heeft weerwolf Gmork Atreyu bijna te pakken in het "Moeras der Droefheid", maar wordt hij tijdig gered door Falkor. In het boek is Gmork Atreyu wel op het spoor in dat moeras, maar het spoor houdt op bij Ygramul omdat Atreyu daar werd getransporteerd.
- In de film geraken Atreyu en Falkor gescheiden wanneer ze te dicht bij de onweerwolken van het Niets komen. Hierdoor valt Atreyu van de rug van Falkor. In het boek worden ze gescheiden door de onweerswolken die worden veroorzaakt door de eeuwige ruzie tussen de vier windgoden.

- In de film doodt Atreyu Gmork met een geïmproviseerde dolk. In het boek vindt Atreyu Gmork vastgeketend in de spookstad, maar stelt zichzelf niet voor. Pas nadat de weerwolf zijn verhaal gedaan heeft stelt hij zichzelf voor, waardoor Gmork in een lachbui schiet en alsnog sterft.

- In de film hebben de Sfinxen van de eerste toegangspoort naar het Zuidelijk Orakel gesloten ogen. Zij openen zodra iemand hen nadert. Wanneer de passant te weinig zelfvertrouwen heeft, zullen de Sfinxen hem met een soort van laserstraal doden. In het boek zijn de ogen reeds geopend. De Sfinxen sturen via telepathie "alle vragen van de wereld" naar de passant. De passant zal verstijven en voor eeuwig stil blijven staan om de antwoorden in zijn gedachten te zoeken. Enkel voor enkelen zullen de Sfinxen hun ogen sluiten, het is een raadsel waarom zij de ene doorlaten en de andere niet. Atreyu laten zij door (hoewel het aannemelijk is dat zij dit doen omwille van AURYN).
- In de film bestaat het Zuidelijk Orakel ook uit 2 sfinxen die lijken op de sfinxen van de eerste toegangspoort, maar met een andere kleur. In het boek is het Zuidelijk Orakel nog achter een derde toegangspoort: een deur zonder slot, sleutel of deurknop. Eenmaal in het Zuidelijk Orakel is er enkel een stem te horen die zich voorstelt als Uyulala: de stem van de stilte. Uyulala kan enkel communiceren wanneer men haar in rijmen vragen stelt of antwoorden geeft.
- De rol van AURYN (zie bij onderstaande kopje) is in de film niet zo duidelijk als in het boek. In het boek wordt het voornamelijk belangrijk in het tweede deel.

### Het Niets
Het Niets heeft in zowel de film als in het boek ongeveer dezelfde oorzaak. Het start bij het volwassen worden van een kind waardoor het zijn fantasie en imaginaire leefwereld/imaginaire vriendjes/... stilaan verliest. De hersenen van een mens hebben diverse functies. In een deel van de hersens zit een soort "fictieve leefwereld" waarmee de mens een oneindige fantasie kan opbouwen. Een ander deel van de hersens houdt zich bezig met de "reële leefwereld" waarin hij zich werkelijk bevindt. Kinderen hebben een grote fantasie, maar door het ouder worden wordt deze verdrongen door de "reële leefwereld". Fantasieën en bijhorende herinneringen gaan door het ouder worden verloren en gaan op in het niets en worden afgedaan als een soort van menselijke leugen.
Door herinneringen, fantasieën opnieuw te beleven, nieuwe fantasieën te maken, ... blijft het oneindige rijk van Fantasia bestaan. Dat heeft wel een keerzijde: want iemand die steeds in een fantasiewereld leeft, heeft geen gevoel meer met de realiteit. Dit is wat het tweede deel van het boek beschrijft waarin Bastiaan het rijk van Fantasia letterlijk binnendringt en zo zijn eigen werkelijke identiteit (en gevoel met de werkelijke leefwereld) verliest. Dit tweede deel is dus niet aanwezig in de film.
Het wezen Gmork is een van de weinigen die zonder problemen kan reizen tussen de twee werelden. In de film kan men Gmork aanzien als de vader van Bastiaan die wil dat zijn zoon niet meer langer dagdroomt (of een (hersen)deel van Bastiaan). In het boek wordt Gmork beschreven als een wolf zo groot als een os, en wordt het bestaan van een samenzwering gesuggereerd aangezien de wolf spreekt over 'de lieden die ik dien en die besloten hebben Fantasie te vernietigen'. Door Fantasische wezens als leugens de mensenwereld in te sturen kan men mensen sturen.
Enkele belangrijke verschillen van de manier waarop het Niets in de film wordt neergezet ten opzichte van het boek:
- In de film verschijnt het als een formatie zware onweerswolken met sterke windvlagen/orkanen die wordt gecreëerd door mensen zonder dromen of fantasie (In het begin van de film zegt de vader indirect tegen Bastiaan dat het hoog tijd wordt dat deze laatste uit zijn fantasiewereldje moet stappen en zich gereed moet maken voor het echte leven.) De wind is zo krachtig dat het alles meesleurt wat het tegenkomt (inclusief aardlagen). Hierdoor brokkelt Fantasia af. Tegen het einde van de film is alles verwoest en blijft er nog 1 zandkorrel over van het rijk.
- In het boek bestaat het Niets eerder uit een soort van kleurloze "zwarte gaten" die groter worden en de toeschouwer een gevoel van blindheid geven. Iedereen die geen geloof of hoop meer heeft, voelt zich aangetrokken tot het Niets en springt er in. Deze "zwarte gaten" zijn een soort van doorgang naar de echte wereld, maar zo goed als niets uit Fantastia is bestand tegen de transformatie. Daarom belanden ze in de echte wereld als een menselijke leugen en wordt hun werkelijke wezen vergeten.

### De Ivoren Toren en AURYN
De Ivoren Toren is het hart van Fantasia waar de kleine keizerin woont. Zij is ziek en haar rijk brokkelt af omwille van het Niets. Krijger Atreyu wordt op pad gestuurd om een remedie te zoeken: uiteindelijk blijkt dat hij in contact moet komen met een mensenkind dewelke de keizerin een nieuwe naam moet geven. Daardoor zullen er door dat mensenkind terug fantasieën worden ontwikkeld en zal Fantasia terug uitbreiden. 
AURYN is een talisman. Het is een amulet bestaande uit twee slangen die elkanders staart opeten, een variant op de ouroboros. Het is een magische hanger en degene die het draagt, spreekt in naam van de keizerin. Dit betekent dat deze persoon door ieder wezen, mooi of lelijk, goed of slecht, zal worden gerespecteerd, aangezien de Kleine Keizerin ieder wezen eveneens respecteert. Anderzijds mag de drager zich in principe niet bemoeien met anderen en tellen zijn eigen wensen niet mee. Dit betekent voor Atreyu dat hij bijvoorbeeld machteloos moet toezien hoe de Moerassen der Droefheid zijn paardje Artax claimen.
Voor mensen, zoals Bastiaan, werkt AURYN echter anders dan voor Fantastische wezens. Ze kunnen met het teken wensen wat ze willen, maar verliezen hierbij telkens een herinnering uit hun reële leefwereld. De nefaste kracht van AURYN op mensen wordt in de film niet aangehaald gezien dit in het tweede deel van het boek duidelijk wordt. Voor meer informatie, zie het artikel over het boek.
In de film wordt de kracht van AURYN goed duidelijk omdat Atreyu het gebruikt om de Ivoren Toren terug te vinden nadat Fantasia werd vernietigd. Het boek vermeldt dat de Ivoren Toren het centrum is van Fantásia, maar gezien Fantásia geen grenzen heeft, is het centrum (en de Ivoren Toren) dus overal en kan AURYN je er meteen naartoe leiden.

### Productie
De film behandelt alleen de eerste helft van het boek. Het merendeel van de opnames vond plaats in Duitsland. Alleen de scènes met Barret Oliver werden opgenomen in Vancouver, Canada.
Toen de film uitkwam, was Ende zeer teleurgesteld. De filmmakers hadden het boek volgens hem onvoldoende gevolgd, en alle psychologische thema's eruit gehaald. Via een rechtszaak trachtte hij de film te verhinderen of een naamswijziging af te dwingen, maar dit verloor hij. Wel werd zijn naam uit de aankondiging verwijderd (maar niet uit de aftiteling).

### Muziek
De muziek voor The NeverEnding Story werd gecomponeerd door Klaus Doldinger van de Duitse jazzgroep Passport. De gelijknamige titelsong voor de Noord-Amerikaanse uitgave van de film werd gecomponeerd door Giorgio Moroder, met tekst van Keith Forsey. Het nummer wordt gezongen door Limahl.

### Invloed op andere media
- De Amerikaanse rockband Bayside gebruikt citaten uit de film als titels voor hun nummers, zoals "They look like strong hands" en "They're not horses, they're unicorns."
- De Amerikaanse rockband Atreyu is vernoemd naar het personage Atreyu.
- In 2002 bracht de band Dragonland een powermetal-versie uit van de titelsong van de film.

### Ontvangst
De film werd met positieve reacties ontvangen, en scoort momenteel 80% op Rotten Tomatoes. Filmcriticus Roger Ebert gaf de film drie sterren, met name voor de visuele effecten.
Ondanks de goede kritieken bracht de film $20.158.808 op, tegen een budget van $27.000.000. Toen de film op video werd uitgebracht, werd het echter een van de best verkochte films ooit.

## Prijzen en nominaties
| Jaar | Prijs                            | Categorie                                                                             | Genomineerde(n)                                   | Uitslag     |
| ---- | -------------------------------- | ------------------------------------------------------------------------------------- | ------------------------------------------------- | ----------- |
| 1984 | Golden Screen                    | -                                                                                     | -                                                 | Gewonnen    |
| 1985 | Saturn Award                     | Beste optreden door een jonge acteur                                                  | Noah Hathaway                                     | Gewonnen    |
| 1985 | Saturn Award                     | Beste fantasyfilm                                                                     | -                                                 | Genomineerd |
| 1985 | Saturn Award                     | Beste muziek                                                                          | Giorgio Moroder, Klaus Doldinger                  | Genomineerd |
| 1985 | Bavarian Film Award              | beste productie                                                                       | Bernd Eichinger, Dieter Geissler, Günter Rohrbach | Gewonnen    |
| 1985 | International Fantasy Film Award | beste film                                                                            | Wolfgang Petersen                                 | Genomineerd |
| 1985 | Film Award in Gold               | Outstanding Individual Achievement: Production Design                                 | Rolf Zehetbauer                                   | Gewonnen    |
| 1985 | Young Artist Award               | Beste familiefilm – avontuur                                                          | -                                                 | Genomineerd |
| 1985 | Young Artist Award               | Best Young Actor in a Motion Picture - Musical, Comedy, Adventure or Drama            | Noah Hathaway                                     | Genomineerd |
| 1985 | Young Artist Award               | Best Young Actor in a Motion Picture - Musical, Comedy, Adventure or Drama            | Barret Oliver                                     | Genomineerd |
| 1985 | Young Artist Award               | Best Young Supporting Actress in a Motion Picture Musical, Comedy, Adventure or Drama | Tami Stronach                                     | Genomineerd |